# إيرين غايس
ايرين بلوثينتال غايس (Irene Geis	) ولدت في 6 فبراير 1938 هي صحفية و كاتبة ومحررة تشيلية ومقدمة برامج في التلفزيون سابقة، والمشهورة لاستضافه برنامج ميليون سيرو Emisión Cero علي القناة 9 عام 1960 و برنامج Aire Libre في أوائل عام 1970 علي نفس القناة.

## السيرة الذاتية
ولدت لأبوين يهوديين في ألمانيا وهاجرت إلى تشيلي مع عائلتها في عام 1939. وعادت إلى تشيلي في عام 1977، بعد أن غادرت إلى الأرجنتين خلال انقلاب عام 1973.
درست الصحافة في جامعة تشيلي، في حين بدأت حياتها المهنية كمحررة في صحيفة لا تيرسيرا La Tercera. ساهمت في المجلات 7 دياس 7 Días - بين 26 مارس 1965 و 9 يناير 1967 ؛ و بلوما بينسيلPluma y Pincel، بالإضافة إلى كونها مديرة فورتين مابوتشو Fortín Mapocho.
خلال حياتها المهنية، حصلت على العديد من الجوائز في عملها الصحفي، من بينها جائزة لينكا فرانوليك( Premio Lenka Franulic ) في عام 1967 ؛ وجائزة ورشة عمل 60 من كاسا دي لاس أميريكاسCasa de las Américas ؛في نفس العام.
وفي المجال الأدبي، نشرت أول أعمالها في عام 1984 تحت عنوان إكسيلياريوExiliario، وهو كتاب يجمع 11 من قصصها القصيرة. في عام 1996 نشرت روايتها الأولى، كوبا دي فيناغرCopa de vinagre، لاستعراضات مختلطة. 
في مجال التدريس، كانت غايس أستاذة ومديرة مدرسة الصحافة في جامعة كونسبسيون في أوائل عام 1970. وبدءا من 1990، شغلت نفس المنصب في أكاديمية الجامعة المسيحية الإنسانية. وبالإضافة إلى ذلك، أصبحت في عام 1998 أستاذا في كلية الصحافة في جامعة تشيلي.

## أعمالها

### قصص
- Exiliario )1984)
- Copa de vinagre )1996)
- Como un pájaro sin luz )2004)
- La pasión de Torquemada )2012)

### أكاديمي
- "Los hilos invisibles del deporte": uso ideológico del acontecimiento deportivo en dos diarios de circulación nacional, 1973–1988